# 泥螺
泥螺（学名：Bullacta exarata），也叫“吐铁”，为泥螺属的唯一物種，頭楯目軟體動物的成員。舊屬阿地螺科，今屬长葡萄螺科。

## 特征
卵圆形贝壳，薄而脆，壳口大，表面平滑；体肥略带黄色，不能全部缩入壳内，皮肤略透明；腹足两侧边缘各反折掩盖贝壳的一部分。

## 分布
分布于日本、朝鲜以及中国大陆的沿海等地，属于温带性种类。其常生活于潮间带、低潮带泥质砂底。该物种的模式产地在浙江镇海。

## 人類利用
泥螺可以食用，在浙江沿海常見作為食物，並且因產量大，有做成鹽漬或醋漬保存。目前已有人工養殖量產。